# Seznam českých hráčů v NHL v sezóně 2022/2023
Toto je seznam hráčů Česka, kteří se objevili v NHL v sezóně 2022/2023.
- Nehráli play-off

| Klub                          | Hráč                                                                                 | Link           | Play off                                                 |
| Západní divize                | Západní divize                                                                       | Západní divize | Západní divize                                           |
| ----------------------------- | ------------------------------------------------------------------------------------ | -------------- | -------------------------------------------------------- |
| Anaheim Ducks                 | Lukáš Dostál                                                                         | Zde            | Ne                                                       |
| Calgary Flames                | Daniel Vladař                                                                        | Zde            | Ne                                                       |
| Edmonton Oilers               | nikdo                                                                                | Zde            | Druhé kolo (prohra 2:4 na zápasy s Vegas Golden Knights) |
| Los Angeles Kings             | nikdo                                                                                | Zde            | První kolo (prohra 2:4 na zápasy s Edmonton Oilers)      |
| San Jose Sharks               | Tomáš Hertl • Radim Šimek                                                            | Zde            | Ne                                                       |
| Seattle Kraken                | nikdo                                                                                | Zde            | Druhé kolo (prohra 3:4 na zápasy s Dallas Stars)         |
| Vancouver Canucks             | Filip Hronek                                                                         | Zde            | Ne                                                       |
| Vegas Golden Knights Vítěz SC | Jiří Patera                                                                          | Zde            | Finále výhra 4:1 na zápasy s Florida Panthers            |
| Střední divize                |                                                                                      |                |                                                          |
| Arizona Coyotes               | Karel Vejmelka • Jakub Voráček                                                       | Zde            | Ne                                                       |
| Chicago Blackhawks            | Petr Mrázek                                                                          | Zde            | Ne                                                       |
| Colorado Avalanche            | Pavel Francouz • Martin Kaut                                                         | Zde            | První kolo (prohra 3:4 na zápasy s Seattle Kraken)       |
| Dallas Stars                  | Radek Faksa                                                                          | Zde            | Finále ZK (prohra 2:4 na zápasy s Vegas Golden Knights)  |
| Minnesota Wild                | nikdo                                                                                | Zde            | První kolo (prohra 2:4 na zápasy s Dallas Stars)         |
| Nashville Predators           | nikdo                                                                                | Zde            | Ne                                                       |
| St. Louis Blues               | Martin Frk                                                                           | Zde            | Ne                                                       |
| Winnipeg Jets                 | David Rittich                                                                        | Zde            | První kolo (prohra 1:4 na zápasy s Vegas Golden Knights) |
| Severní divize                |                                                                                      |                |                                                          |
| Boston Bruins                 | David Pastrňák • Tomáš Nosek Jakub Zbořil • Pavel Zacha • David Krejčí • Jakub Lauko | Zde            | První kolo (prohra 3:4 na zápasy s Florida Panthers)     |
| Buffalo Sabres                | nikdo                                                                                | Zde            | Ne                                                       |
| Detroit Red Wings             | Jakub Vrána • Filip Hronek Dominik Kubalík • Filip Zadina                            | Zde            | Ne                                                       |
| Florida Panthers              | Radko Gudas                                                                          | Zde            | Finále prohra 1:4 na zápasy s Vegas Golden Knights       |
| Montreal Canadiens            | nikdo                                                                                | Zde            | Ne                                                       |
| Ottawa Senators               | nikdo                                                                                | Zde            | Ne                                                       |
| Tampa Bay Lightning           | nikdo                                                                                | Zde            | První kolo (prohra 2:4 na zápasy s Toronto Maple Leafs)  |
| Toronto Maple Leafs           | David Kämpf • Radim Zohorna                                                          | Zde            | Druhé kolo (prohra 1:4 na zápasy s Florida Panthers)     |
| Východní divize               |                                                                                      |                |                                                          |
| Carolina Hurricanes           | Martin Nečas • Ondřej Kaše                                                           | Zde            | Finále VK (prohra 0:4 na zápasy s Florida Panthers)      |
| Columbus Blue Jackets         | nikdo                                                                                | Zde            | Ne                                                       |
| New Jersey Devils             | Ondřej Palát • Vítek Vaněček                                                         | Zde            | Druhé kolo (prohra 1:4 na zápasy s Carolina Hurricanes)  |
| New York Islanders            | nikdo                                                                                | Zde            | První kolo (prohra 2:4 na zápasy s Carolina Hurricanes)  |
| New York Rangers              | Filip Chytil • Libor Hájek                                                           | Zde            | První kolo (prohra 3:4 na zápasy s New Jersey Devils)    |
| Philadelphia Flyers           | Lukáš Sedlák odchod do HC Dynamo Pardubice                                           | Zde            | Ne                                                       |
| Pittsburgh Penguins           | Jan Rutta                                                                            | Zde            | Ne                                                       |
| Washington Capitals           | nikdo                                                                                | Zde            | Ne                                                       |